# 5,56×45 NATO
5,56×45 NATO je puškovni naboj srednje moči, ki je bil razvit v ZDA leta 1963 in je bil kasneje sprejet kot standardni puškovni naboj zveze NATO.

## Zgodovina in uporaba
Njegov predhodnik, naboj 7,62x51 NATO, je bil že ob uvedbi v 50. letih 20. stoletja smatran kot premočan za moderno pehotno oborožitev in bil predmet kritik zaradi večje teže in prevelikega odsuna, kar je oteževalo natančno rafalno streljanje. Zato so mnoge države začele razmišljati o zamenjavi z naboji manjšega kalibra, ki bi bili primernejši za rafalno streljanje in bojevanje na krajših razdaljah.
V ZDA so začeli preizkuse z uporabo komercialnega streliva .222 Remington, katerega tulec so zaradi potrebe po močnejšem smodniškem polnjenju nekoliko povečali, rezultat je bil naboj .223 Remington, ki je postal tudi strelivo za civilno rabo. Ker je bil naboj dobro polovico lažji od naboja 7,62x51 mm, so vojaki lahko nosili dvakratno količino nabojev. 
Najprej so ga ZDA uporabile v vietnamski vojni s puško M16, danes pa je glavni naboj zveze NATO. Poleg NATO ga uporabljalo tudi mnoge druge oborožene sile.
V Slovenski vojski je v uporabi od leta 1990. Najprej se je uporabljal v puškah SAR 80, sedaj pa se uporablja v puškah FN F2000 in mitraljezih FN Minimi. Uporabljata se krogleno strelivo z oznako SS109 in markirno strelivo z oznako L110.
V civilni različici .223 Remington se pogosto uporablja za športno streljanje. Čeprav sta naboja 5,56 NATO in .223 Remington praktično enaka, pa vsa orožja niso primerna za uporabo obeh vrst streliva. Najpomembnejša razlika je v dolžini grla cevi, ki je krajša pri orožju, prirejenem za civilno strelivo, kar pri uporabi nabojev 5,56 NATO lahko ob strelu povzroči višji tlak in s tem možnost poškodb orožja. V orožju, prirejenem za uporabo nabojev 5,56 NATO je nasprotno možno uporabljati obe vrsti streliva.

## Zmogljivost
Ob uvedbi je bila učinkovitost naboja 5,56x45 mm vprašljiva zaradi manjše mase krogle. To pomanjkljivost pa naboj nadoknadi z večjo hitrostjo in nestabilnostjo krogle ob zadetku mehkega tkiva, zaradi katere se začne vrteti okrog prečne osi in tako povzroči precej velike rane. Ob zadosti veliki hitrosti ob vrtenju krogla razpade na več delov, kar dodatno poveča ubojni učinek. Zaradi teh pojavov je zmogljivost krogle precej primerljiva s težjo kroglo 7,62 mm.
V kolikor hitrost krogle ni zadostna, do pojava ne pride. To je še posebej prišlo do izraza pri uporabi orožij s krajšo cevjo (npr. karabinka M4), saj je začetna hitrost krogle posledično manjša, kar ob streljanju na nekoliko večje razdalje zmanjša verjetnost prevračanja in razpada krogle, strelne rane pa so posledično manjše.
Tekom razvoja je nastalo več različic naboja: 
- M193: prva različica s kroglo mase 55 gr (3,6 g), ki je bila uporabljena v puški M16. Zaradi višje začetne hitrosti je zahteval uporabo koraka navoja cevi 12", je pa zaradi večje hitrosti učinkovitost krogle večja zaradi povečane verjetnosti prevračanja in razpada ob zadetku. Seveda pa na račun nižje mase nekoliko trpi zmogljivost pri streljanju na večje razdalje, večjo občutljivost na streljanje s kozi ovire in manjša sposobnost preboja trših snovi.

- SS109 (ameriški naziv M855): različica s težjo 62 gr (4 g) kroglo z jeklenim jedrom, ki je bila razvita v Belgiji. Zaradi težje krogle je zmogljivost na večjih razdaljah boljša, prebojnost se zaradi večje mase poveča, poleg tega pa povzroča manjše strelne rane. Ta različica je bila tudi sprejeta kot standardni kaliber zveze NATO. Na račun povečane prebojnosti pa je padla verjetnost prevračanja krogle ob zadetku. To je posebej prišlo do izraza pri spopadu z vitkimi nasprotniki v Iraku in Afganistanu, pri katerih je krogla izstopila iz telesa, preden je prišlo do prevračanja. Izpeljanka M855A1 je ta problem deloma rešila, posebnost te krogle pa je tudi v tem, da ne uporablja svinca.

- Mk262 uporablja težko 77 gr (5 g) kroglo, ki ima večjo sposobnost razpada ob zadetku. Uporaba nabojev s to kroglo je omejena za posebne namene (npr. specialne sile).

- Mk318 je težja krogla z votlo konico, katere ubojni učinek temelji na bolj predvidljivi razširitvi krogle in ne več na prevračanju, ki je odvisno od hitrosti, s katero zadane v cilj. Tudi ta različica krogle je namenjena omejeni uporabi.

## Galerija
- STANAG okvir zvrhan z naboji 5,56x45.
- Različni tipi nabojev (z leve): šolski, manevrski, krogleni in markirni.
- Tulec NATO naboja 5,56x45 (levo) v primerjavi z ruskim 5,45x39.